# Белокопытник сибирский
Белокопытник сибирский (лат. Petasites sibiricus) — вид многолетних травянистых растений из рода Белокопытник семейства Астровые.
Белокопытник сибирский в диком виде встречается в Сибири, на Дальнем Востоке (до Чукотки), на Аляске, а также в Северной Монголии. Места произрастания: берега водоёмов; щебнистые и болотистые тундры; склоны, осыпи.

## Название
Синонимы:
- Endocellion boreale Turcz. ex Herd. (1865) — Эндоцеллион северный
- Endocellion sibiricum (J.F.Gmel.) J.Toman — Эндоцеллион сибирский
- Nardosmia gmelinii Turcz. ex DC. — Нардосмия Гмелина
- Petasites gmelinii (Turcz. ex DC.) Polunin — Белокопытник Гмелина
- Tussilago sibirica J.F.Gmel. (1792) — Мать-и-мачеха сибирская

## Биологическое описание
Корневище у данного вида имеет толщину 1—3 мм.
Прикорневые листья продолговатые или яйцевидные, на верхушках обычно коротко заострённые, с небольшими зубцами по краям. Верхняя часть листовой пластины зелёная, голая; нижняя — бело-войлочная.
Стебель прямой; в момент цветения имеет высоту 10—25 см, затем, к моменту созревания семян, вытягивается до 50 см.
Цветки собраны в корзинки диаметром 1—2 см. В женских корзинках мужских цветков всего несколько штук, они сосредоточены в центре соцветия; многочисленные женские цветки могут быть трубчатыми или, ближе к краю, с длинным язычковым отгибом. В мужских корзинках лишь краевые цветки — женские, остальные — мужские. Венчики жёлтые.
Число хромосом: 2n = 28.

## Применение
См. раздел «Применение» в статье «Белокопытник».